# Celina Ree
Celina Ree (Tølløse, 3 marzo 1990) è una cantante danese.

## Biografia
Celina ha ottenuto visibilità grazie al suo profilo MySpace, dove è arrivata a contare oltre 300.000 fan. Nel 2008 è uscito il suo singolo di debutto, 12. time, seguito da un secondo brano chiamato Kortslutning, per il quale la cantante ha prodotto il suo primo video musicale. La canzone ha raggiunto il trentatreesimo posto nella classifica danese.
Ad ottobre 2008 è uscito l'album di Celina Ree, anch'esso intitolato Kortslutning, che ha debuttato al diciassettesimo posto nella classifica settimanale degli album più venduti in Danimarca ed è rimasto in classifica per otto settimane non consecutive, fino a scomparire a giugno dell'anno successivo. Un terzo singolo, Når du rør ved mig, è uscito alla fine del 2008 ed è rimasto in classifica per quasi sei mesi, raggiungendo la quinta posizione. Nel 2009 è stato estratto un quarto singolo dall'album, Se dig selv i mig, che però non è entrato in classifica.

## Discografia

### Album in studio
- 2008 – Kortslutning

### Singoli
- 2008 – 12. time
- 2008 – Kortslutning
- 2008 – Når du rør ved mig
- 2009 – Se dig selv i mig
- 2018 – Aldrig alene